# Vie de personnes remarquables

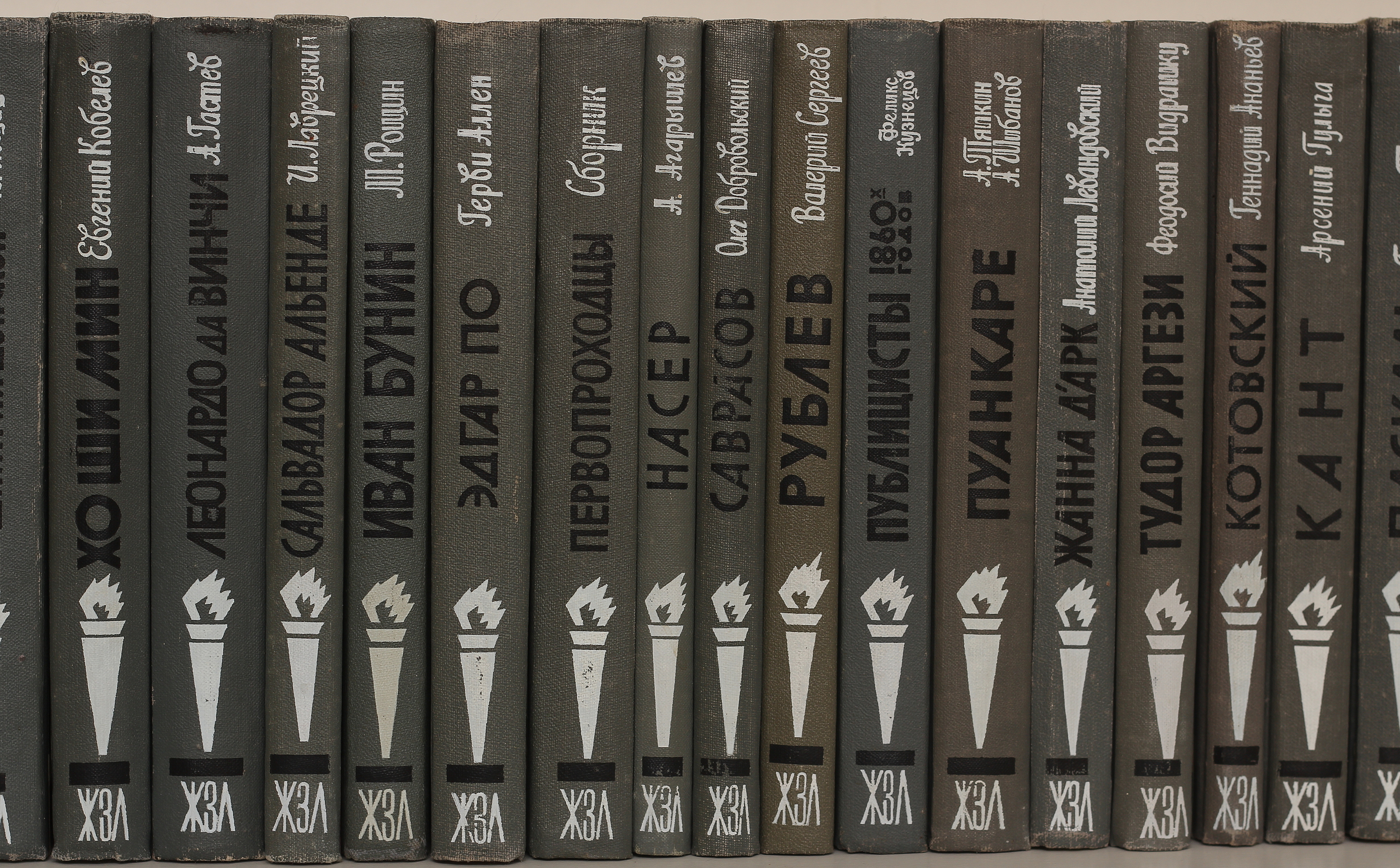
Quelques livres de la série Vie de personnes remarquables.

Vie de personnes remarquables (en russe : Жизнь замечательных людей) est une série de livres biographiques en russe publiée pour la première fois entre 1890 et 1924 par la maison d'édition de Florenty Pavlenkov. Deux cents biographies sont publiées à l'époque.
Depuis lors, des tentatives répétées sont menées pour relancer la publication, mais seul Maxime Gorki y parvient. La série est publiée entre 1933 et 1938 et renumérotée. Après 1938, la série est de nouveau poursuivie avec une numérotation continue des numéros avant de passer depuis 2001, à une numérotation double (compte tenu des publications précédentes de Pavlenkov).
En 2010, le nombre total de numéros dépasse le millier et demi et le tirage total de la série dépassait les cent millions d'exemplaires.